# Great Balls of Fire (canción)
«Great Balls of Fire» es una canción de 1957 grabada por Jerry Lee Lewis para Sun Records y escrita por Otis Blackwell y Jack Hammer. Fue incluida en el puesto número 96 de la lista de las 500 mejores canciones de todos los tiempos según la revista Rolling Stone. El tema sigue una estructura de tipo AABA. El sencillo vendió más de un millón de copias, solo en los diez primeros días de su publicación en los Estados Unidos, alcanzando un total de ventas globales de más de 5 millones de copias. Es considerado como uno de los sencillos más vendidos del mundo.

## Historia
Fue publicado como sencillo en noviembre de ese mismo año, alcanzando el número 2 de la lista pop de Billboard, el número3 de la R&B, y el número 1 en la country. Fuera de Estados Unidos, llegó al número 1 en el Reino Unido, y entró en las listas de éxitos de países como Nueva Zelanda y Alemania.
Jerry Lee Lewis y su banda aparecieron el la película de 1957, Jamboree, interpretando el tema. En el film también aparecen Carl Perkins, Fats Domino, Buddy Knox y Dick Clark.

## Posicionamiento en listas
| Listas (1957–1958)                             | Posición |
| ---------------------------------------------- | -------- |
| UK Singles Chart (The Official Charts Company) | 1        |
| U.S. Billboard Hot Country Singles             | 1        |
| U.S. Billboard Hot 100                         | 2        |

## En la cultura popular
- El grupo de humoristas Monty Python, hizo referencia a la canción en el sketch "World Forum" presentado en el espectáculo Monty Python Live at City Center en Nueva York.
- La canción fue interpretada por Scott Bakula en la serie Quantum Leap, durante el episodio titulado Miss Deep South de la tercera temporada.
- En la película de 1986, Top Gun, el personaje de Nick "Goose" Bradshaw (interpretado por Anthony Edwards) toca la canción en un bar junto a Pete Mitchell (Tom Cruise). La canción apareció en la edición especial de la banda sonora, publicada en 1999.
- El biopic de 1989, Great Balls of Fire! sobre la vida de Jerry Lee Lewis, interpretado por Dennis Quaid, deriva del título de la canción.
- Seamus, un estereotipado pirata en la serie animada Padre de Familia interpretó el tema en el episodio "Boys Do Cry" de la quinta temporada.
- Es la canción oficial del PPV de WWE titulado "Great Balls of Fire".
- En la película Stand by me se puede escuchar la canción mientras el grupo de Ace esta manejando su auto y van golpeando buzones.

## Otras versiones
- The Crickets publicaron su versión de la canción en 1960 en el álbum, "In Style With The Crickets."
- Una versión de Billy J. Kramer and the Dakotas aparece en el álbum "Little Children" de 1964.
- The Kingsmen publicaron una versión en el álbum The Kingsmen Volume II.
- Tiny Tim grabaron una versión para la cara B del sencillo "Tiptoe Through the Tulips" de 1968.
- The Newbeats publicaron una versión como cara B del sencillo de 1969, "Thou Shalt Not Steal".[5]
- The Hassles (con un todavía desconocido Billy Joel) publicaron su versión como sencillo en 1969.
- Gary Lewis and the Playboys publicaron una versión en 1970 como cara B de "I'm On The Right Road Now."
- Aerosmith interpretaron la canción durante el baile de fin de curso de la Nipmuc Regional High School el 6 de noviembre de 1970.[6]
- New Grass Revival grabaron una versión estilo bluegrass en su álbum de 1972, The Arrival of the New Grass Revival.
- Electric Light Orchestra grabaron una versión en su álbum en directo de 1974 The Night the Light Went On in Long Beach.[7]
- Dolly Parton grabó una versión en 1979, que además dio título a su álbum Great Ball of Fire.
- Amii Stewart publicó una versión en su álbum de 1981, Images.
- OV7 hicieron una versión en español titulada "Grandes luces de fuego" en 1989.
- Fleetwood Mac, incluyeron una versión en el álbum de 1999, Shrine '69 . Un disco en directo que recoge una grabación de la banda en el Shrine Auditorium de Los Ángeles, del año 1969
- The Misfits grabaron una versión para el álbum Project 1950.
- La cantante francesa Dorothée la grabó a dúo con Jerry Lee Lewis en 1992, y fue publicada en el álbum Une histoire d'amour.
- Alan Merrill grabó una versión para su álbum Double Shot Rocks en 2003.
- The Flamingos incluyeron una versión en el álbumUnspoken Emotions.
- Johnny Winter, incluyó una versión en directo en el álbum Johnny Winter And.... Live.
- Mae West incluyó una versión en su álbum de mismo título Great Balls of Fire.
- Ronnie Dio & the Prophets grabaron una versión en directo para el álbum Live at Domino's el 24 de febrero de 1963.[8]